# مايك أودونيل
مايك أودونيل (بالإنجليزية: Mike O'Donnell)‏ هو ملحن بريطاني، ولد في 10 مارس 1952.